# Dominik Löw
Dominik Löw (9. listopadu 1863 Pila – 14. února 1931 Karlovy Vary) ,byl československý politik německé národnosti a meziválečný senátor Národního shromáždění ČSR za Německou sociálně demokratickou stranu dělnickou v ČSR.

## Biografie
Povoláním byl dělník. Vyučil se zedníkem a později kamnářem. Politicky aktivní byl již za Rakouska-Uherska. Podílel se na zakládání dělnického sociálně demokratického hnutí v českých zemích a na Karlovarsku.
Ve volbách do Říšské rady roku 1907 se stal poslancem Říšské rady (celostátní parlament), kam byl zvolen za okrsek Čechy 115. Usedl do poslanecké frakce Klub německých sociálních demokratů. Opětovně byl zvolen za týž obvod i ve volbách do Říšské rady roku 1911 a ve vídeňském parlamentu setrval do zániku monarchie. Byl členem Sociálně demokratické strany Rakouska. Po válce zasedal v letech 1918–1919 jako poslanec Provizorního národního shromáždění Německého Rakouska (Provisorische Nationalversammlung).
Angažoval se v družstevnictví. Byl mezi zakladateli dělnického podniku Grafie (tiskárna a nakladatelství v Karlových Varech), kde až do své smrti působil jako ředitel. Byl vydavatelem sociálně demokratického deníku Volkswille. Předsedal okresní organizaci sociální demokracie v Karlových Varech. Zasedal v okresním školním výboru a předsedal politickému spolku Freiheit v Karlových Varech. Po roce 1918 byl zvolen starostou Drahovic a na tomto postu setrval až do své smrti.
V parlamentních volbách v roce 1920 získal senátorské křeslo v československém Národním shromáždění. Mandát obhájil v parlamentních volbách v roce 1925 a parlamentních volbách v roce 1929. Po jeho smrti v roce 1931 místo něj jako náhradník nastoupil do senátu Franz Palme. Profesí byl soukromým úředníkem v Drahovicích.

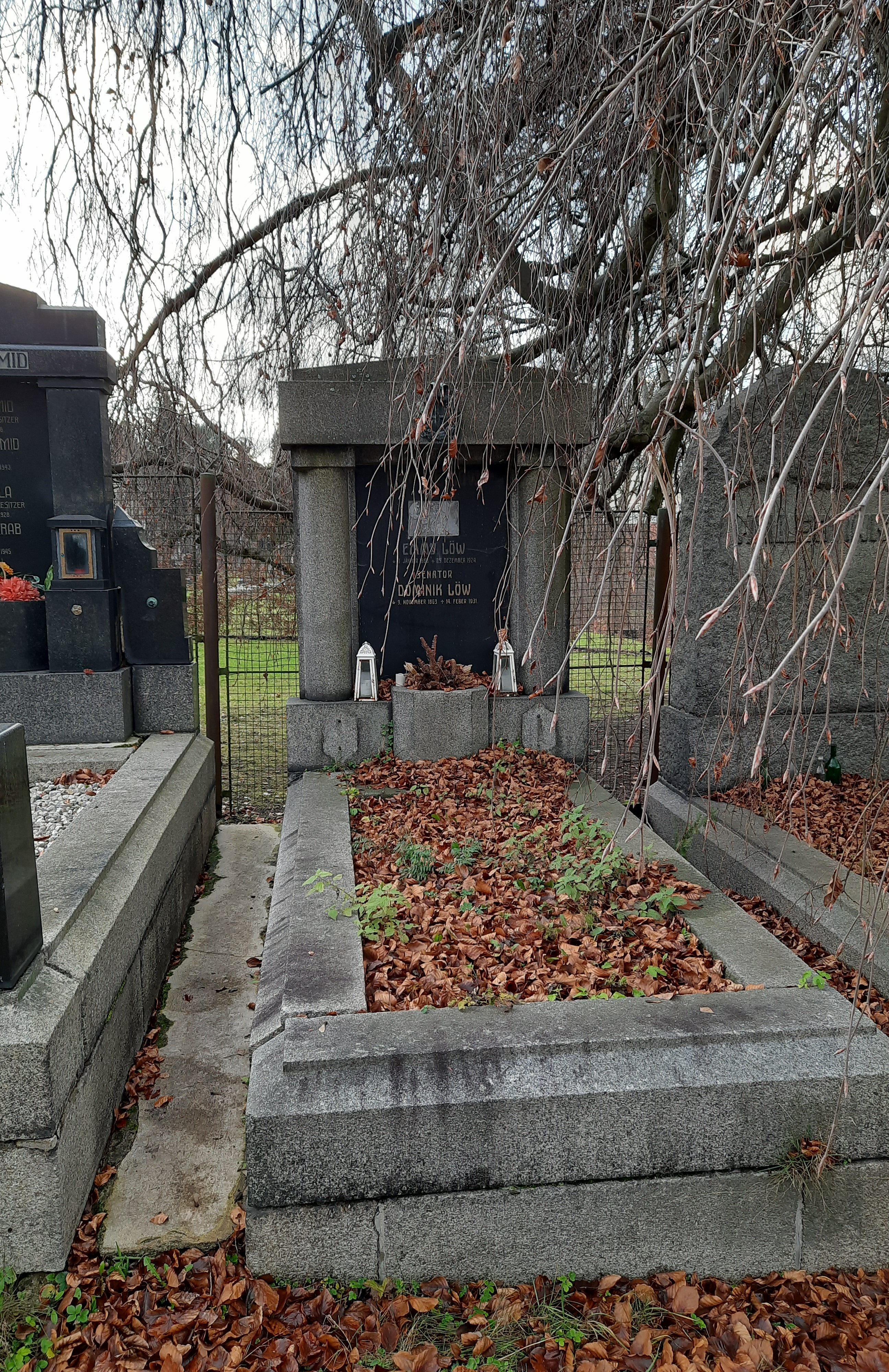
Hrobka Dominika Löwa na Ústředním hřbitově v Karlových Varech

Zemřel roku 1931 v Karlových Varech a byl pohřben v rodinné hrobce na zdejším Ústředním hřbitově.